# Brasil Ladies Cup de 2022
Brasil Ladies Cup de 2022 foi a segunda edição do torneio amistoso de futebol feminino, organizado pela Federação Internacional de Football Soccer Society (FIFOS) em parceria com a Federação Paulista de Futebol (FPF) e realizado entre 8 e 15 de novembro de 2022.
Flamengo — vencedor do grupo A — e Internacional — vencedor do grupo B — fizeram a final, vencida pelo Rubro-Negro por 1–0, com gol de Sole Jaimes aos 35 minutos do 2.º tempo e primeiro título do Flamengo na competição.

## Formato e participantes
Assim como na edição anterior, o formato dividiu as oito equipes participantes e dois grupos (A e B), sendo a final entre o primeiro colocado de cada grupo: Flamengo e Internacional.
Os participantes foram: Atlético de Madrid (Espanha), Ferroviária, Flamengo, Internacional, Palmeiras, Santos, São Paulo e Universidad de Chile (Chile).

## Resumo
Na estreia da competição, o Flamengo venceu por 3–1 a Universidad de Chile com destaque para as jogadoras do banco de reservas da equipe. Os gols do Rubro-Negro foram de Giovana Lemos, Sole Jaimes — que entrou no lugar de Giovana Lemos no intervalo — e Dudinha — que entrou aos 43 minutos do segundo tempo e marcou três minutos depois — e Sánchez descontando para as chilenas. Na outra partida do grupo A, o São Paulo também venceu a Ferroviária pelo placar de 3–1 e dois pênaltis, um para cada lado e dois gols de Mica — um deles, na cobrança de pênalti. Já no grupo B, o Santos aplicou uma goleada de 5–0 no Palmeiras — com dois gols de Thaisinha e Cristiane cada. Na outra partida, empate em 3–3 entre Internacional e Atlético de Madrid, sendo os destaques de cada equipe, respectivamente, Fabi Simões e Rodríguez com dois gols cada.

## Primeira fase
Cada clube disputou três partidas, com três pontos concedidos para a vitória, um para o empate, nenhum para a derrota. Após as três rodadas, os líderes de cada grupo se classificaram para a decisão do torneio.

### Grupo A
| Pos | Equipe               | Pts | J | V | E | D | GP | GC | SG | Classificado              |
| --- | -------------------- | --- | - | - | - | - | -- | -- | -- | ------------------------- |
| 1   | Flamengo             | 9   | 3 | 3 | 0 | 0 | 7  | 1  | +6 | Classificado para a final |
| 2   | São Paulo            | 6   | 3 | 2 | 0 | 1 | 6  | 4  | +2 |                           |
| 3   | Ferroviária          | 3   | 3 | 1 | 0 | 2 | 2  | 4  | −2 |                           |
| 4   | Universidad de Chile | 0   | 3 | 0 | 0 | 3 | 1  | 7  | −6 |                           |

#### Partidas
Todas as partidas seguem o horário oficial de Brasília (UTC−3).
Primeira rodada
| 8 de novembro | Universidad de Chile | 1 – 3  | Flamengo                                           | Estádio da Fonte Luminosa, Araraquara |
| 15:30         | Sánchez 10'          | Súmula | Giovana Lemos 6' · Sole Jaimes 67' · Dudinha 90+2' | Árbitro: SP Michel de Camargo         |

| 8 de novembro | São Paulo                       | 3 – 1  | Ferroviária        | Estádio da Fonte Luminosa, Araraquara |
| 18:30         | Mica 17' (pen.), 53' · Cris 42' | Súmula | Larissa 22' (pen.) | Árbitro: SP Gabriel Furlan            |

Segunda rodada
| 10 de novembro | Ferroviária       | 1 – 0  | Universidad de Chile | Estádio da Fonte Luminosa, Araraquara |
| 15:00          | Carol Tavares 23' | Súmula |                      | Árbitro: SP Fernando Bartz Guedes     |

| 10 de novembro | Flamengo                            | 3 – 0  | São Paulo | Estádio da Fonte Luminosa, Araraquara |
| 18:00          | Giovanna 13' · Sole Jaimes 67', 73' | Súmula |           | Árbitro: SP Alceu Lopes Junior        |

Terceira rodada
| 12 de novembro | São Paulo                                         | 3 – 0  | Universidad de Chile | Estádio da Fonte Luminosa, Araraquara |
| 15:00          | Carol Nogueira 15' (pen.) · Carol 43' · Thays 70' | Súmula |                      | Árbitro: SP Renan Pantoja de Quequi   |

| 12 de novembro | Ferroviária | 0 – 1  | Flamengo    | Estádio da Fonte Luminosa, Araraquara |
| 18:00          |             | Súmula | Jucinara 8' | Árbitro: SP Gabriel Furlan            |

### Grupo B
| Pos | Equipe             | Pts | J | V | E | D | GP | GC | SG | Classificado              |
| --- | ------------------ | --- | - | - | - | - | -- | -- | -- | ------------------------- |
| 1   | Internacional      | 7   | 3 | 2 | 1 | 0 | 8  | 3  | +5 | Classificado para a final |
| 2   | Santos             | 6   | 3 | 2 | 0 | 1 | 8  | 3  | +5 |                           |
| 3   | Palmeiras          | 3   | 3 | 1 | 0 | 2 | 1  | 9  | −8 |                           |
| 4   | Atlético de Madrid | 1   | 3 | 0 | 1 | 2 | 5  | 7  | −2 |                           |

#### Partidas
Todas as partidas seguem o horário oficial de Brasília (UTC−3).
Primeira rodada
| 9 de novembro | Palmeiras | 0 – 5  | Santos                                              | Estádio Zezinho Magalhães, Jaú      |
| 16:00         |           | Súmula | Thaisinha 13', 38' · Cristiane 69', 76' · Ana 90+2' | Árbitro: SP Renan Pantoja de Quequi |

| 9 de novembro | Internacional                              | 3 – 3  | Atlético de Madrid                         | Estádio Zezinho Magalhães, Jaú             |
| 16:00         | Djenifer Becker 30' · Fabi Simões 37', 73' | Súmula | Rasheedat Ajibade 16' · Rodríguez 36', 70' | Árbitro: SP Jose Guilherme Almeida e Souza |

Segunda rodada
| 11 de novembro | Atlético de Madrid | 0 – 1  | Palmeiras         | Estádio Zezinho Magalhães, Jaú      |
| 18:00          |                    | Súmula | Byanca Brasil 24' | Árbitro: SP Paulo Sergio dos Santos |

| 11 de novembro | Santos | 0 – 1  | Internacional   | Estádio Zezinho Magalhães, Jaú            |
| 21:00          |        | Súmula | Fabi Simões 34' | Árbitro: SP Rogério Fernando Alves Junior |

Terceira rodada
| 13 de novembro | Palmeiras | 0 – 4  | Internacional                                          | Estádio Zezinho Magalhães, Jaú             |
| 11:00          |           | Súmula | Lelê 46', 65' · Fabi Simões 49' (pen.) · Bia Gomes 80' | Árbitro: SP Jose Guilherme Almeida e Souza |

| 13 de novembro | Santos                                     | 3 – 2  | Atlético de Madrid                    | Estádio Zezinho Magalhães, Jaú               |
| 13:00          | Fernandinha 18' · Thaisinha 31' · Kaká 85' | Súmula | Laura Rodríguez 54' · Martha Ruiz 82' | Árbitro: SP João Augusto Mariano de Oliveira |

## Final
| 15 de novembro | Flamengo        | 1 – 0  | Internacional | Estádio da Fonte Luminosa, Araraquara |
| 14:00          | Sole Jaimes 81' | Súmula |               | Árbitro: SP Lucas Canetto Bellote     |

## Premiação
| Brasil Ladies Cup de 2022    |
| Brasil                       |
| ---------------------------- |
| FLAMENGO Campeã (1.º título) |

## Artilheiras
No total, a competição contou com 39 gols marcados por 27 jogadoras.
4 gols
- Sole Jaimes (Flamengo)
- Fabi Simões (Internacional)

3 gols
- Thais (Santos)

2 gols
- Rodríguez (Atlético de Madrid)
- Lelê (Internacional)
- Cristiane (Santos)
- Mica (São Paulo)

1 gol
- Laura Rodríguez (Atlético de Madrid)
- Martha Ruiz (Atlético de Madrid)
- Rasheedat Ajibade (Atlético de Madrid)
- Sánchez (Atlético de Madrid)
- Carol Tavares (Ferroviária)
- Larissa (Ferroviária)
- Dudinha (Flamengo)
- Giovana Lemos (Flamengo)
- Giovanna (Flamengo)
- Jucinara (Flamengo)
- Bia Gomes (Internacional)
- Djenifer Becker (Internacional)
- Byanca Brasil (Palmeiras)
- Ana (Santos)
- Fernandinha (Santos)
- Kaká (Santos)
- Carol (São Paulo)
- Carol Nogueira (São Paulo)
- Cris (São Paulo)
- Thays (São Paulo)